# NGC 93
Az NGC 93 egy spirálgalaxis az Andromeda (Androméda) csillagképben.

## Felfedezése
Az NGC 93 galaxist először William Parsons fedezte fel 1854. október 26-án, majd 10 évvel később újra felfedezni vélte Heinrich Louis d'Arrest 1864. október 5-én.

## Tudományos adatok

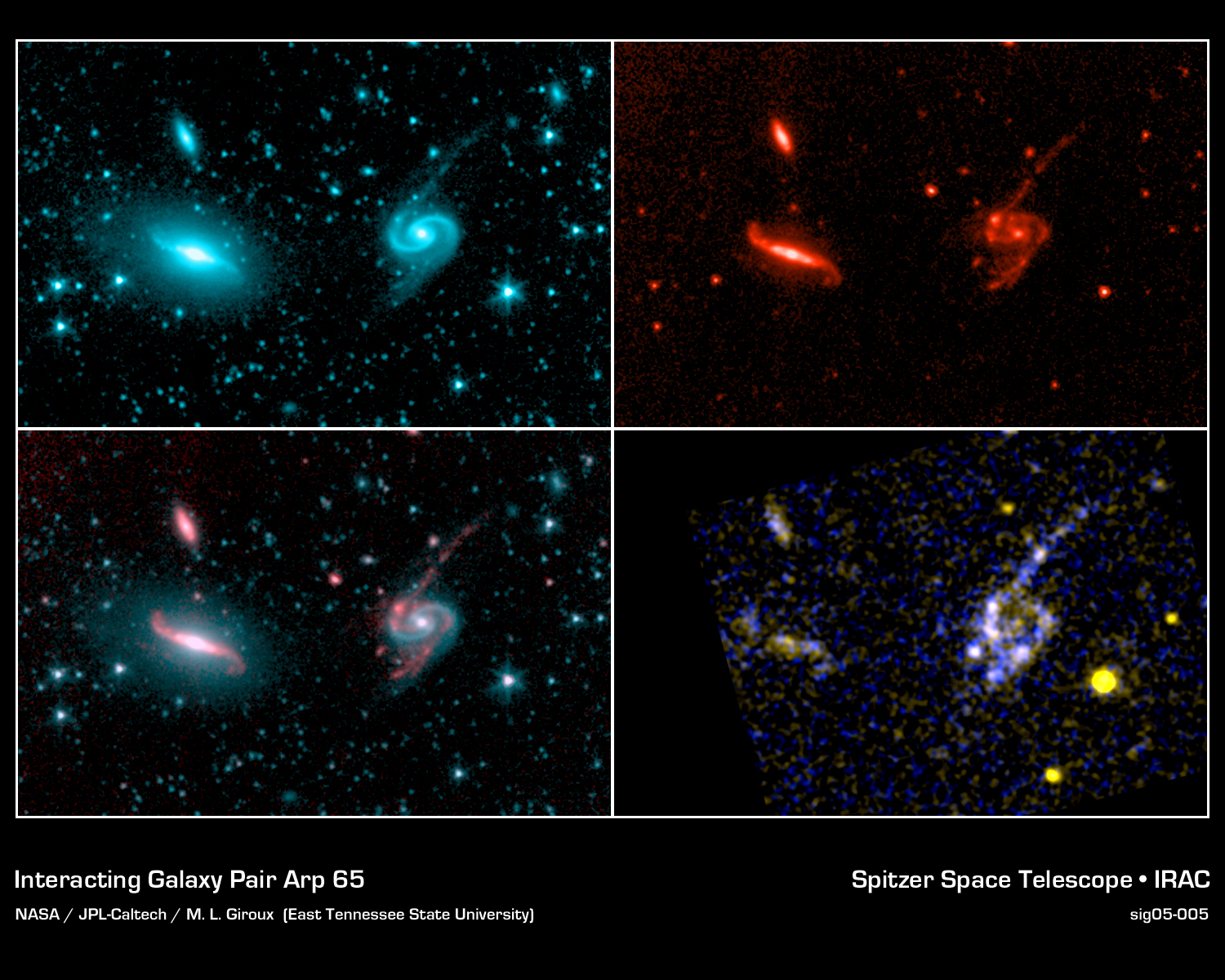
A galaxispár NGC 90 (jobbra) és NGC 93 (balra)

A galaxis 5380 km/s sebességgel távolodik tőlünk.